# 라이온 에어
라이온 에어(영어: Lion Air)는 인도네시아 자카르타의 수카르노 하타 국제공항을 거점으로 운영하는 저비용 항공사로 1999년에 설립되었다. 라이온 에어는 인도네시아 최대 규모의 민영 항공사이자 동남아시아에서 두 번째로 큰 저비용 항공사 그룹이다.

## 역사
라이온 에어는 지난 2000년 6월 30일 첫 상업 운항을 시작하였는데 초기에는 맥도널 더글러스 MD-82, 에어버스 A310-300 그리고 야코블레프 Yak-42 항공기를 임차하여 운항하였으며 점차 사업 규모를 확대하여 인도네시아의 국내선 30개 도시와 더불어 말레이시아, 베트남, 싱가포르로의 국제선 취항을 하였으며 2007년 11월 태국, 말레이시아, 베트남, 방글라데시의 저가 항공사를 인수 계획을 밝혔다. 이후 인도네시아의 덴파사르의 응우라라이 국제공항 기점의 여러 국제선을 취항하였으며 싱가포르 창이 국제공항, 후쿠오카 공항을 취항하였으며 이후 광저우 바이윈 국제공항, 멜버른 공항으로도 취항 범위를 넓혔다.

## 운항 노선
- 2012년 4월 기준으로 라이온 에어는 다음과 같은 노선을 운항하고 있다.

## 보유 기종

### 현재 보유하는 기종
- 2020년 6월 기준으로 다음과 같이 보유하고 있으며, 평균 기령은 7.5년이다.[2]

## 사건 및 사고
- 라이온 에어 583편
- 라이온 에어 610편 추락 사고

## 같이 보기
- 바틱 에어 말레이시아
- 윙스 에어
- 바틱 에어
- 타이 라이온 에어

## 사진

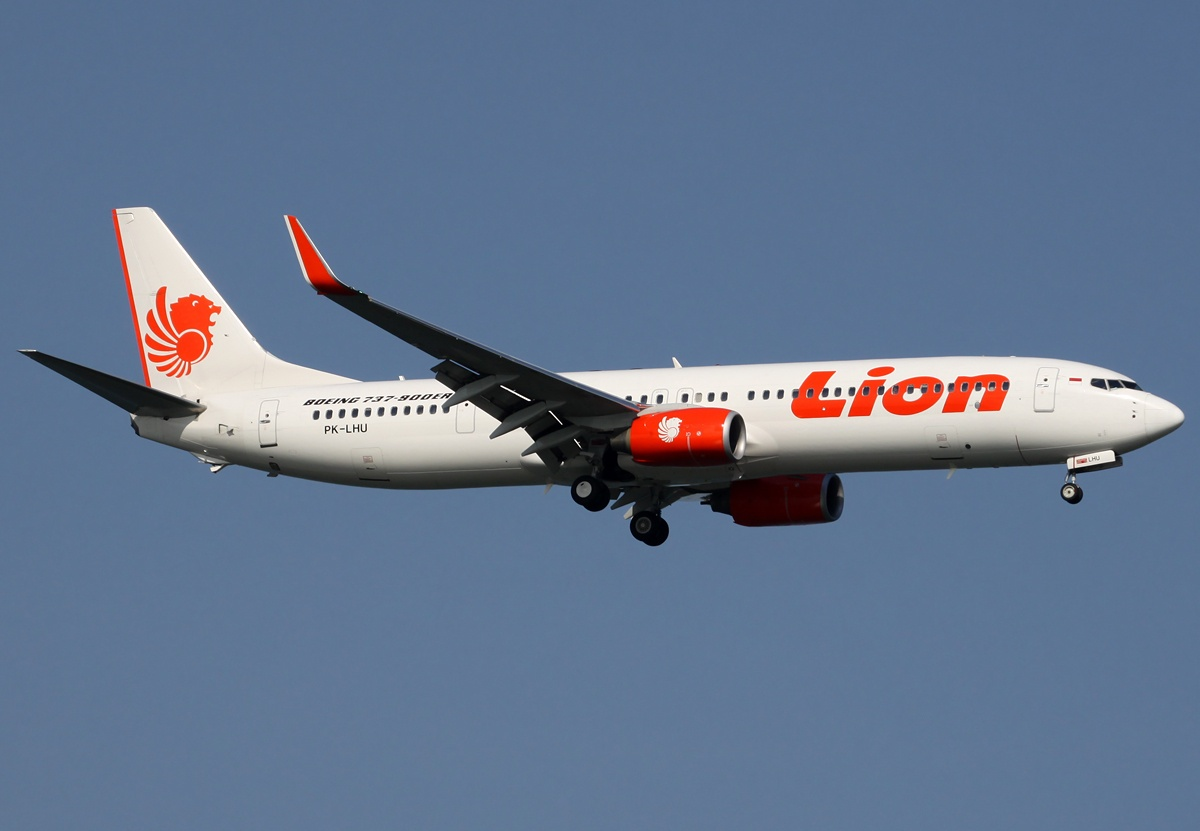
라이온 에어의 보잉 737-900ER
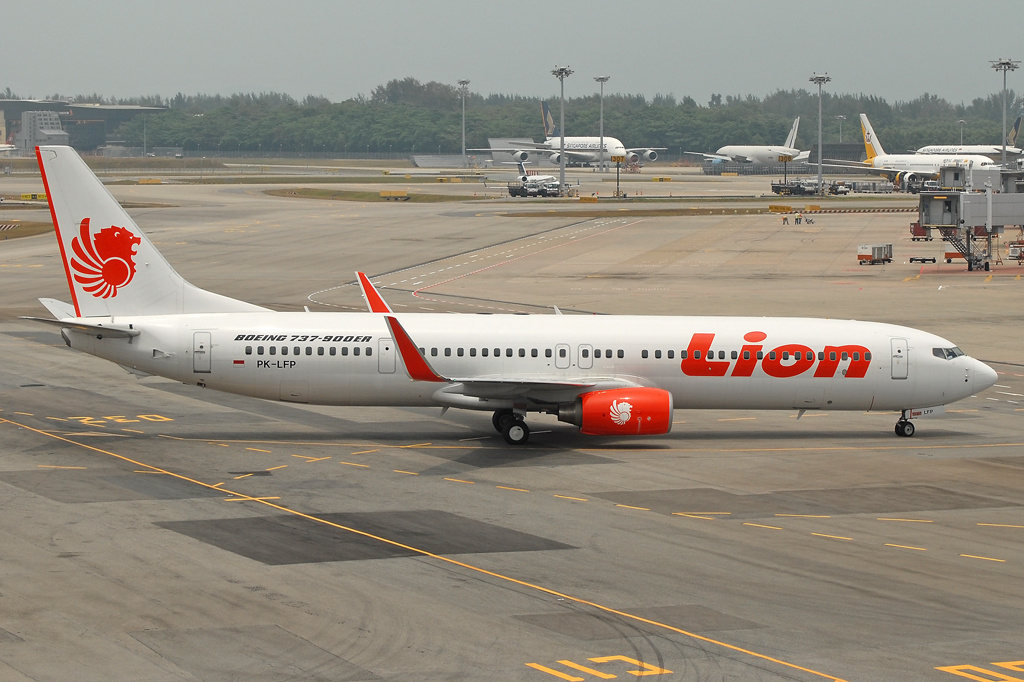
라이온 에어의 보잉 737-900ER
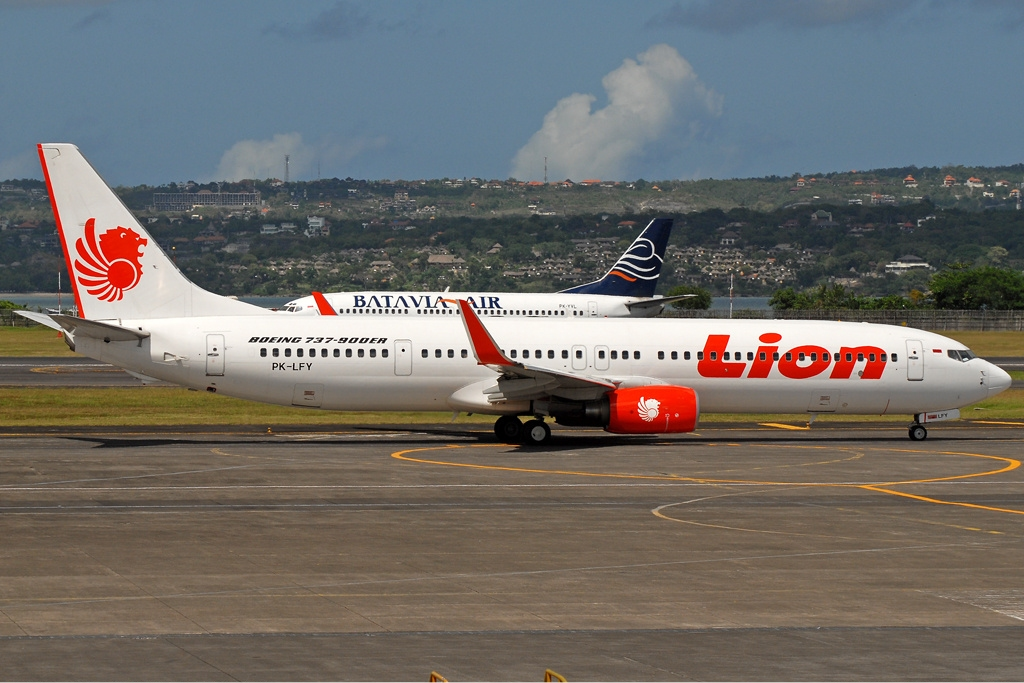
라이온 에어의 보잉 737-900ER
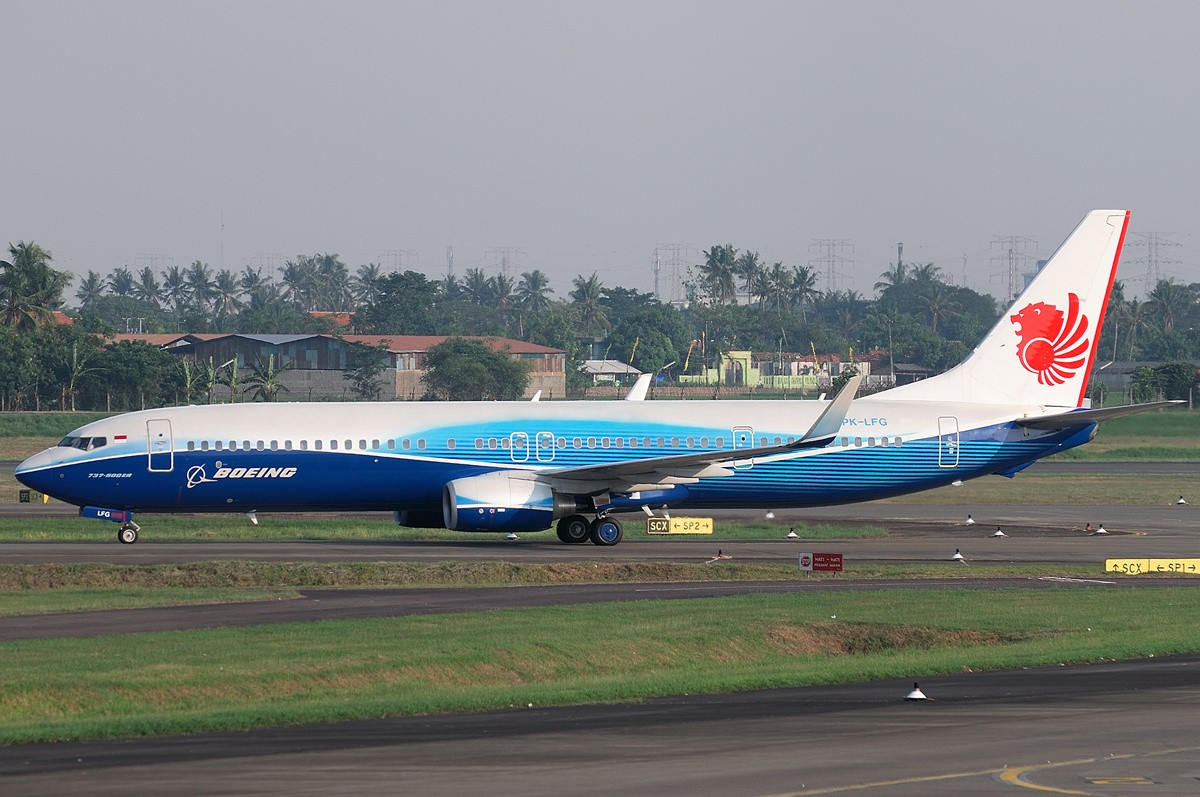
보잉 도장을 적용한 라이온 에어의 보잉 737-900ER